# Пелем Ґренвіль Вудгауз
Сер Пелем Ґренвіль Вудгауз (англ. Sir Pelham Grenville Wodehouse; 15 жовтня 1881 — 14 лютого 1975) — популярний англійський письменник-гуморист та драматург. Лицар ордену Британської імперії (лицар-командор). Найвідоміший своїми романами про молодого англійського аристократа Берті Вустера та його кмітливого камердинера Дживса.
Протягом усього життя «короля комедії» Вудгауза, його твори мали значний успіх. Ними захоплювались як сучасники, серед яких Івлін Во та Редьярд Кіплінг, так і теперішні письменники, такі як Стівен Фрай, Джоан Роулінг, Дуглас Адамс, Салман Рушді та Террі Пратчетт. 2000 року була заснована премія, яку назвали на честь Вудгауза (Bollinger Everyman Wodehouse Rrize); її щорічно присуджують за найкращий британський комедійний твір.
Вудгауз також є автором та співавтором 15 п'єс та 250 віршів для приблизно 30 мюзиклів. Зокрема написав тексти пісень для мюзиклу Гершвіна-Ромберга Rosali (1928).

## Цікаві факти
Саме Пелему Г. Вудгаузу приписують фразу «Елементарно, Вотсоне» (англ. «Elementary, my dear Watson»), яку ніколи не вживав А. Конан Дойл, і яка пізніше з'явилася в фільмах про Шерлока Голмса. Вона вперше була використана в романі Вудгауза «Журналіст Псміт» (англ. Psmith, Journalist, 1915).

## Переклади українською
- Водгавз. Шмат роботи / Переклад з англ. Б. Ткаченка. — Харків : Плужанин, 1931. — 32 с.
- Пелем Ґ. Вудгауз. Неперевершений Дживс / пер. з анг. Валерія Куч. — Львів : Апріорі, 2022. — 200 с. — ISBN 978-617-629-748-2.
- Пелем Ґ. Вудгауз. Провадь далі, Дживсе / пер. з анг. Ірина Карівець. — Львів : Апріорі, 2024. — 248 с. — ISBN ?.